# Frau-Sophien-Hütte
Die Frau-Sophien-Hütte war ein Hüttenwerk am östlichen Ortsrand der niedersächsischen Stadt Langelsheim in Deutschland. Heute markiert ein Straßenname den Standort der einstigen Hütte.

## Geschichte
Herzog Heinrich der Jüngere übernahm nach dem Riechenberger Vertrag von 1552 die Besitzrechte an einigen Unterharzer Hütten und gründete 1556 die Hütte. Sie wurde nach Sophia Jagiellonica, der 1575 verstorbenen Frau des Herzogs, einer Tochter des polnischen Königs Sigismund, Frau-Sophien-Hütte genannt. Die Hütte wurde bis 1941 betrieben. Zusammen mit der Herzog-Julius-Hütte und der Okeraner Frau-Marien-Hütte konzentrierte sich im 16. Jahrhundert in diesen drei Hütten die Metallgewinnung aus Rammelsberger Erzen.
In offener Haufenröstung und im Anschluss in Schachtöfen wurden Blei-Zink-Erze aus dem Goslarer Rammelsberg geschmolzen. Im 18. und 19. Jahrhundert erfolgte eine dreimalige Röstung der sulfidischen Goslarer Erze. Die erste, bis zu fünf Monate dauernde Röstung wurde auf hölzernen Röstbetten unter freiem Himmel vorgenommen, die zweite und dritte Röstung erfolgte in Schuppen. Dabei wurde der Schwefel sublimiert und entwich als Schweflige Säure in die Luft. Nach dem Rösten wurden die Erze geschmolzen.
Das gewonnene Blei wurde in Hüttenwerken in Oker weiterverarbeitet. Daneben wurde Zinkvitriol für die Herstellung von Farben gewonnen. Die Schlacken wurden zunächst im Umfeld der Hütte deponiert. Ab 1909 wurden die noch zinkhaltigen Schlacken in der Zinkoxydhütte Oker aufgearbeitet.

## Heutiger Zustand
Im Bereich der Aufstandsflächen der Halden finden sich noch heute gelegentlich Reste. Die Hüttengebäude sind abgerissen, die Flächen heute saniert und zum Teil überbaut.